# Euthymius II.

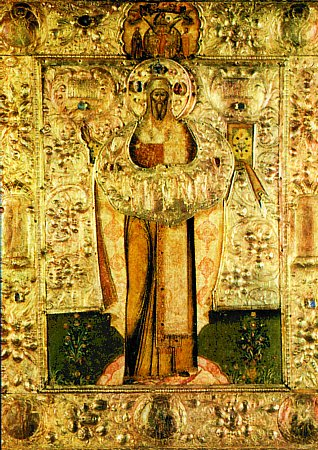
Darstellung von Euthymius II. auf einer Ikone

Euthymius II. (russisch Евфи́мий II), weltlicher Name Johannes (Иоанн; † 11. März 1458) war Erzbischof von Nowgorod und Pskow.
Er wird in der Russisch-Orthodoxen Kirche als Heiliger verehrt. Gedenktag ist der 11. März.
Euthymius zählte zu den wichtigsten Erzbischöfen von Nowgorod. In seiner Amtszeit wurden zahlreiche Kirchen neu gebaut, wieder errichtet oder ausgeschmückt.

## Leben
Johannes wurde in Nowgorod als Sohn des Priesters Michej und dessen Ehefrau Anna geboren. Sein Geburtsjahr ist unbekannt.
Mit 15 wurde er Mönch im Nikolo-Wjaschischtschskyj-Kloster. Sein Mönchsname war Euthymius.
Später wurde er Ökonom des Erzbischofes Simeon. Nach dessen Tod wechselte er ins Chutynskyj-Kloster. Er wurde Igumen des Lisizkij-Klosters bei Nowgorod.
1429 wurde er zum Erzbischof von Nowgorod gewählt, allerdings erst 1434 geweiht.
In seiner Zeit wurden einige Kirchen in Nowgorod gebaut und 1431 und 1442 nach Stadtbränden erneuert.
1439 erschien ihm der verstorbene Erzbischof Johannes II. und gab ihm den Auftrag, eine Totenmesse (Panichida) für die Nowgoroder Heiligen zu halten.
Euthymius sprach in diesem Jahr Anna von Nowgorod, Wladimir von Nowgorod und Johannes II. heilig.
1452 und 1453 schützte er Dmitri Schemjaka bei dessen Flucht nach Nowgorod. Dafür wurde er von Metropolit Iona gerügt.
1456 nahm er mit dem Statthalter Fjodor an einem Friedensschluss mit Iwan III. teil.
Am 11. März 1458 starb er. Er wurde im Wjaschischtschskyj-Kloster begraben. Um 1500 gab es bereits eine ihm geweihte Kirche im Kloster. 1549 wurde er auf einer Synode von Metropolit Makarius von Moskau in den Stand eines Heiligen der gesamten russisch-orthodoxen Kirche erhoben.

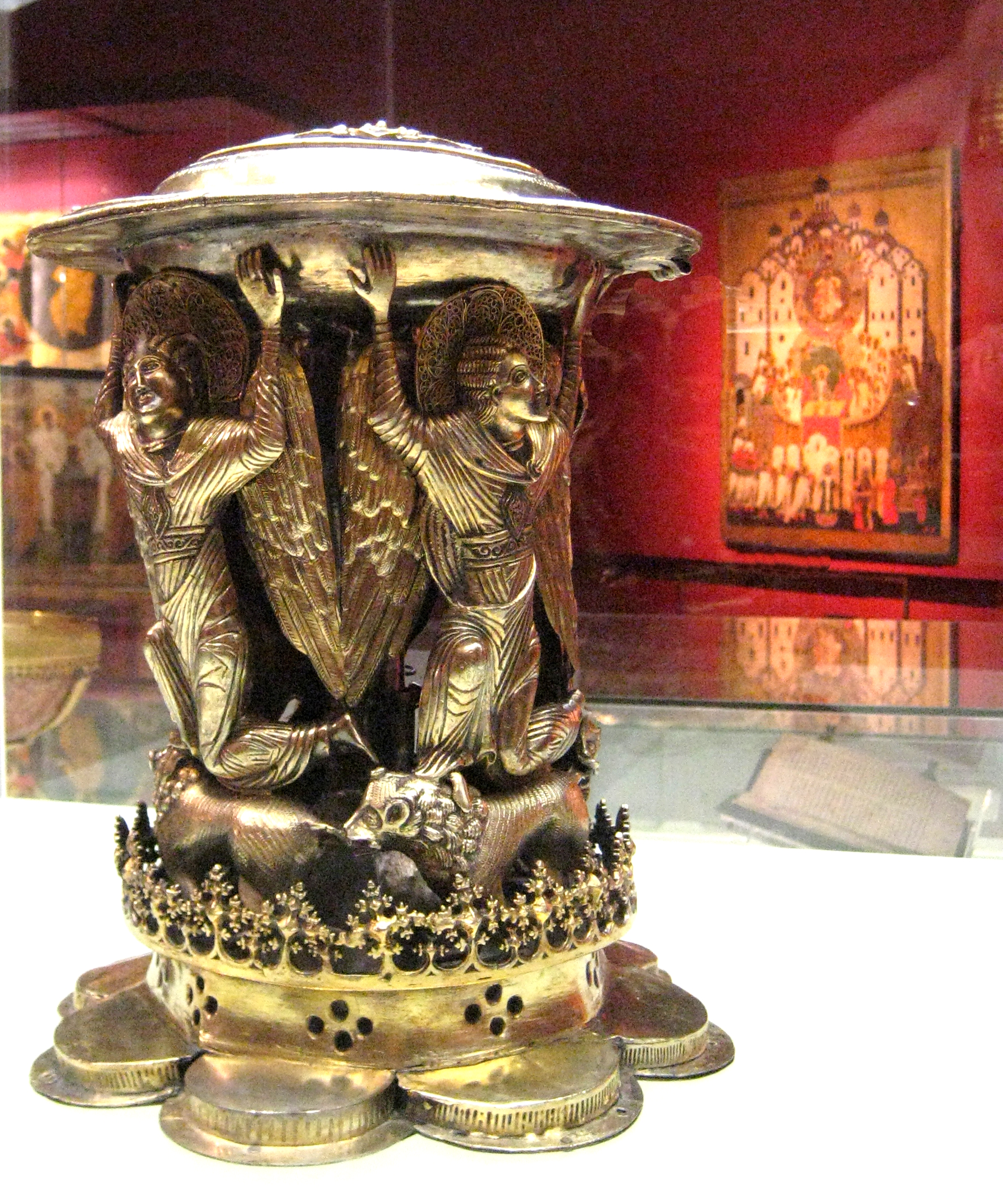
Panagiar, 15. Jahrhundert.